# Ängelholm község
Ängelholms község (svédül: Ängelholms kommun), egyike Svédország 290 községének Skåne megyén belül. Székhelye az azonos nevű Ängelholm település.

## Települések
Lásd még: Svédország városai
A község kilenc települése népességük alapján (2010):
1. Ängelholm, (39,612)
2. Munka-Ljungby, (2,840)
3. Vejbystrand, (2,522)
4. Strövelstorp, (1,087)
5. Hjärnarp, (975)
6. Skepparkroken, (743)
7. Svenstorp, (239)
8. Margretetorp, (214)
9. Höja, (202)

## Népesség
A település népességének változása:
| Lakosok száma | 41 786 | 42 131 | 42 476 | 42 910 | 43 633 | 44 268 | 44 866 | 45 110 |
|               | 2017   | 2018   | 2019   | 2020   | 2021   | 2022   | 2023   | 2024   |